# Derby calcistici in Argentina
Ci sono una serie di importanti rivalità calcistiche in Argentina.

## Superclásico
Il superderby (superclásico) è la più importante rivalità calcistica in Argentina e il più importante derby locale. È conteso tra i club rivali di Buenos Aires, Boca Juniors e River Plate. Il suo nome in spagnolo deriva dall'uso di clásico (derby in spagnolo) e dal prefisso súper per denotare la sua importanza, perché Boca Juniors e River Plate sono le due squadre più popolari e di successo nel calcio argentino, controllando oltre il 70% di tutti gli appassionati di calcio argentini fra loro.
La rivalità iniziò a causa della posizione di entrambi i club nello stesso quartiere (La Boca, dove vennero fondati il River Plate nel 1901 e il Boca Juniors nel 1905) all'inizio del XX secolo (eccetto per il 1914 e il 1915, quando il Boca Juniors trasferì il suo campo a Wilde, città della Grande Buenos Aires, per poi tornare nel suo quartiere), prima che il River Plate lasciasse definitivamente il quartiere meridionale nel 1923 per trasferirsi a nord della città. Il superderby è conosciuto in tutto il mondo come uno dei derby più feroci e importanti del calcio mondiale. Non è particolarmente noto per la passione dei tifosi rispetto agli altri importanti derby argentini a causa della loro abitudine ai trofei vinti, ma è il più seguito nel paese e a volte si verificano scontri. Il quotidiano inglese The Observer ha inserito il superderby in cima alla sua lista di 50 cose sportive da fare prima di morire.

## Derby di Avellaneda
Il derby di Avellaneda (clásico de Avellaneda), conteso tra Independiente e Racing, è la seconda rivalità più importante nel calcio argentino. Entrambe le squadre provengono dalla città di Avellaneda (che si trova nella Grande Buenos Aires) ma hanno molti tifosi in tutto il paese, essendo il terzo (Independiente) e il quarto (Racing) club più popolari in Argentina, rappresentando oltre il 9% dei la popolazione della nazione. Sono anche la terza e la quarta squadra argentina di maggior successo rispettivamente in termini di numero totale di titoli vinti.
La rivalità iniziò nel primo decennio del XX secolo, quando l'Independiente, fondata nel 1904 (ma ufficialmente nel 1905) nella vicina città di Buenos Aires, si trasferì ad Avellaneda (denominata Barracas al Sud fino al 1904) nel 1907, lo stesso anno della prima partita contro il Racing (fondato ad Avellaneda nel 1903), giocato il 9 giugno per la 3ª Divisione e terminato 3-2 in favore dell'Independiente. Dal 1928 entrambi gli stadi si trovano a soli 200 metri di distanza (i precedenti campi dell'Independiente ad Avellaneda erano in altre località della città). Questo derby è uno dei più intensi e colorati del mondo, e non ha avuto un chiaro dominatore fino agli anni '70, quando l'Independiente iniziò ad ottenere un vantaggio attualmente molto ampio.

## Derby di Rosario
Il derby di Rosario (clásico rosarino) è il derby più importante tra club che non hanno sede nella città autonoma o nella provincia di Buenos Aires. È conteso tra Newell's Old Boys e Rosario Central, le due principali squadre della città di Rosario. I soprannomi delle squadre si riferiscono allo stesso incidente in cui il Rosario Central si rifiutò di giocare ad una partita di beneficenza per un lebbrosario, da qui il loro soprannome Canallas (Mascalzoni). Il Newell's Old Boys intervenne per giocare e si guadagnò il soprannome di "Los Leprosos" (I lebbrosi).

## Huracán-San Lorenzo de Almagro
Questo derby, che non ha un nome proprio (sebbene a volte sia denominato "derby del quartiere" o "porteño", questa denominazione non è mai diventata popolare), è conteso tra Huracán e San Lorenzo de Almagro, entrambi club di Buenos Aires (essendo il secondo derby più importante della città). Mentre San Lorenzo de Almagro è la quinta squadra più popolare e di successo nel calcio argentino (e parte dei big five), con tifosi in tutto il paese, l'Huracán era considerata una grande squadra nell'era dilettantistica (l'era professionistica iniziò nel 1931) e da allora viene considerata come una squadra di "medie dimensioni", occupando il 10º posto per numero di titoli vinti (rimanendo anche gran parte della sua storia in 1ª Divisione) e avendo la maggioranza dei suoi fan a Buenos Aires e in alcune città della Grande Buenos Aires (principalmente Valentín Alsina, Lanús, Piñeiro e Gerli) che si trovano vicino al sud della capitale argentina.
La rivalità iniziò a causa della vicinanza di entrambi i club, che dall'inizio del XX secolo al 1979 avevano i loro campi diversi nei quartieri di confine del sud di Buenos Aires. Il San Lorenzo de Almagro venne fondato il 1º aprile 1908 nel quartiere di Almagro, ma si trasferì rapidamente in un'altra località (sempre ad Almagro) che in seguito divenne parte di Boedo (riconosciuto come quartiere ufficiale di Buenos Aires nel 1972, ma l'area venne informalmente denominata con questo nome dalla fine del XIX secolo). L'Huracán venne fondato il 1º novembre 1908 a Nueva Pompeya, e in seguito si trasferì a Parque Patricios, entrambi i quartieri che confinano con Boedo (e tra loro). Dal 1916 (anno di inaugurazione del vecchio stadio di San Lorenzo de Almagro, il Gasómetro) al 1923, gli stadi di entrambi i club erano distanti solo 500 metri, poi l'Huracán (che aveva il suo stadio in questo luogo dal 1914) costruì un nuovo stadio in un'altra località dello stesso quartiere a causa dell'esproprio del suo terreno da parte del governo per l'apertura di una strada. Nel 1979 il governo dittatoriale argentino espropriò il terreno dove il San Lorenzo de Almagro aveva il suo stadio (poi demolito) per poi venderlo a una società privata che aprì un ipermercato (chiuso nel 2019 a causa delle trattative della squadra per il recupero di questo terreno). Il club mantenne la sua sede (che era adiacente allo stadio) nello stesso luogo, dove sono presenti anche impianti per altri sport praticati dal club (basket, volley, ecc.). Durante gli anni '80 e l'inizio degli anni '90, il San Lorenzo de Almagro giocò le sue partite casalinghe in diversi stadi di Buenos Aires (incluso lo stadio dell'Huracán) e della Grande Buenos Aires fino a quando non iniziò la costruzione di un nuovo stadio (Stadio Pedro Bidegain, conosciuto come Nuevo Gasómetro) negli anni '90, inaugurato il 16 dicembre 1993, nel quartiere Flores (anch'esso a sud di Buenos Aires, a 3 chilometri dal vecchio stadio). Il derby è stato storicamente dominato dal San Lorenzo de Almagro.

## Derby occidentale
Il derby occidentale (clásico del oeste) è conteso tra le due maggiori squadre dell'ovest della città di Buenos Aires, il Ferro Carril Oeste e il Velez Sarsfield. La prima partita si giocò in epoca dilettantistica nel 1920 ma questo derby non si gioca nelle competizioni ufficiali dalla retrocessione del Ferro dalla Primera División nel 2000. Dall'inizio dell'era professionistica la differenza tra le vittorie del Ferro Carril Oeste e del Vélez Sarsfield è stata di 9 vittorie per quest'ultimo. Questo è uno dei derby più antichi e la rivalità è iniziata 11 anni prima dell'inizio del campionato di calcio professionistico AFA.

## Derby di La Plata
Il derby de La Plata (clásico platense) è conteso tra i due maggiori club della città di La Plata, l'Estudiantes de La Plata ed il Gimnasia y Esgrima La Plata. Il derby è aspramente conteso e la rivalità tra i tifosi è così estrema che i tifosi del Gimnasia y Esgrima La Plata vennero accusati di aver minacciato di morte la propria squadra di perdere apposta contro il Boca Juniors durante l'Apertura del 2006; rafforzando il vantaggio del Boca Juniors in testa alla classifica, avrebbero danneggiato le possibilità dell'Estudiantes di vincere il campionato.

## Derby di Córdoba
Il derby di Córdoba (clásico cordobés) è un derby molto combattuto tra le due squadre più popolari di Córdoba, il Belgrano ed il Talleres. I soprannomi delle squadre sono Matadores per il Talleres e Piratas per il Belgrano.

## Derby di Santa Fe
Il derby di Santa Fe (clásico santafesino) è disputato tra le due maggiori squadre della città di Santa Fe, il Colón e l'Unión. Il derby si è disputato nelle competizioni ufficiali dal 1913. Il Colón gioca le partite casalinghe all'Estadio Brigadier López, mentre l'Unión gioca le partite casalinghe all'Estadio 15 de Abril. I soprannomi delle squadre sono Sabaleros per il Colón e Tatengues per l'Unión.

## Derby di Tucumán
Il derby di Tucumán (clásico tucumano): è conteso tra le due maggiori squadre della provincia di Tucumán, e si gioca a San Miguel de Tucumán, San Martín de Tucumán contro Club Atlético Tucumán, è la partita più importante nell'Argentina settentrionale.

## Lista completa
Buenos Aires 
- All Boys-Nueva Chicago
- Barracas-Barracas Central
- Boca Juniors-River Plate - Superderby
- Defensores de Belgrano-Excursionistas
- Huracán-San Lorenzo de Almagro
- Ferro Carril Oeste-Vélez Sarsfield - Derby occidentale
- General Lamadrid-Comunicaciones
- Riestra-Sacachispas

 Buenos Aires/Provincia di Buenos Aires 
- Adolfo Gonzales Chaves: Huracán Ciclista-Independencia - Derby chavense
- Adrogué/Burzaco: Brown (Adrogué)-San Martín (Burzaco)
- América: Independiente (América)-Rivadavia (América)
- Arrecifes: Almirante Brown (Arrecifes)-Huracán (Arrecifes)
- Avellaneda: Dock Sud-San Telmo
- Avellaneda: Independiente-Racing - Derby de Avellaneda
- Azul: Alumni Azuleño-Azul Athletic
- Banfield/Lomas de Zamora: Banfield-Los Andes
- Bahía Blanca: Bella Vista (BB)-Tiro Federal (BB)
- Bahía Blanca: Villa Mitre-Olimpo - Derby de Bahía Blanca
- Boulogne/Villa Ballester: Acassuso-Central Ballester
- Caseros/Ciudadela: Almagro-Estudiantes - Derby Tres de Febrero
- Chacabuco: Argentino (Chacabuco)-Nueve de Julio (Chacabuco) - Derby de Chacabuco
- Chivilcoy: Colón-Varela - Derby de Chivilcoy
- Coronel Dorrego: Ferroviario-Independiente (Coronel Dorrego) - Derby dorreguense
- Daireaux: Bancario-Bull Dog - Derby deroense
- Ensenada/Berisso: Defensores de Cambaceres-Villa San Carlos - Derby de la riva
- General Juan Madariaga: El León-Juventud Unida (Madariaga) - Derby madariaguense
- General Pinto: General Pinto-Pintense
- Henderson: Fútbol Club Henderson-Juventud Unida (Henderson) - Derby hendersonense
- Ingeniero White: Huracán (Ineniero White)-Puerto Comercial - Derby whitense
- Isidro Casanova/Morón: Almirante Brown-Morón - Derby occidental
- Jáuregui/Luján: Flandria-Luján
- Junín: Ambos Mundos-Independiente (Junín)
- Junín: Defensa Argentina-River Plate (Junín)
- Junín: Mariano Moreno-Sarmiento (Junín)
- Junín: Rivadavia (Junín)-Villa Belgrano - Derby del Barrio Belgrano
- Lanús/Remedios de Escalada: Lanús-Talleres (Remedios de Escalada)
- Las Flores: Club Ferrocarril Roca - El Taladro
- La Plata: Estudiantes de La Plata-Gimnasia y Esgrima La Plata - Derby platense
- Libertad/Ituzaingó: Ferrocarril Midland-Ituzaingó
- Lincoln: El Linqueño-Rivadavia (Lincoln) - Derby de Lincoln
- Mar del Plata: Aldosivi-Alvarado
- Mar del Plata/Estacion Camet: Alvarado-Cadetes de San Martín
- Mar del Plata: Aldosivi-Talleres (Mar del Plata) - Derby del puerto
- Mar del Plata: General Mitre vs. Mar del Plata
- Mar del Plata: Independiente (Mar del Plata)-Quilmes (Mar del Plata) (Derby della città vecchia)
- Mar del Plata: Kimberley-San Lorenzo
- Merlo/Parque San Martín: Argentino (Merlo)-Merlo
- Mones Cazón: Independiente (Mones Cazón)-Mones Cazón - Derby de Mones Cazón
- Monte Hermoso: Monte Hermoso-Suterhy - Derby montehermoseño
- Olavarría: Estudiantes (Olavarría)-Racing (Olavarría)
- Pellegrini: Huracán (Pellegrini)-Pellegrini - Derby pellegrinense
- Pergamino: Argentino (Pergamino)-Gimnasia y Esgrima (Pergamino)
- Pergamino: Douglas Haig-Tráfico's Old Boys - Derby del Barrio Acevedo
- Pergamino: Provincial-Sports Pergamino - Derby del Barrio La Amalia
- Pigüé: Peñarol (Pigüé)-Sarmiento (Pigüé) - Clásico pigüense
- Pinamar: Pinamar-San Vicente (Pinamar) - Derby pinamarense
- Puan: Puan-Tiro Federal (Puan) - Derby puanense
- Punta Alta: Rosario Puerto Belgrano-Sporting (Punta Alta) - Derby puntaltense
- Quilmes: Argentino de Quilmes-Quilmes - Derby quilmeño
- San Carlos de Bolívar: Empleados de Comercio-Independiente (Bolívar) - Derby bolivarense
- San Miguel: Juventud Unida (San Miguel)-Muñiz
- San Miguel del Monte: Independiente (Monte)-San Miguel (Monte) - Derby montense
- Santa Teresita: Defensores Unidos (Santa Teresita)-Santa Teresita - Derby de Santa Teresita
- Sarandí/Gerli: Arsenal (Sarandí)-El Porvenir
- Tandil: Independiente (Tandil)-Ramón Santamarina
- Temperley/Lomas de Zamora: Temperley-Los Andes
- Tornquist: Automoto-Unión (Tornquist) - Derby de Tornquist
- Tres Arroyos: El Nacional (Tres Arroyos)-Huracán (Tres Arroyos)
- Vicente López/Victoria: Platense-Tigre - Derby del norte
- Villa Gesell: Atlético Villa Gesell-San Lorenzo (Villa Gesell) - Derby geselino
- Zárate/Campana: Defensores Unidos-Villa Dálmine

 Provincia di Catamarca 
- San Fernando del Valle de Catamarca: San Lorenzo de Alem-Villa Cubas (Derby catamarqueño)
- San Fernando del Valle de Catamarca: Chacarita-Parque Daza (Derby del Cuartel V)
- San Fernando del Valle de Catamarca: Estudiantes de La Tablada-Policial (Derby de La Tablada)

 Provincia del Chaco 
- Resistencia: Chaco For Ever-Sarmiento (Derby chaqueño)
- Resistencia: Estudiantes de Resistencia-San Fernando (Derby de l'este)
- Resistencia: Central Norte Argentino-Regional (Derby de las pistas)
- Resistencia: Centauro-Nacional José María Paz (Derby de los colegios)
- Resistencia: Universidad del Nordeste-Universidad Tecnológica Nacional (Derby de l'universidad)
- Puerto Vilelas/Barranqueras: Defensores de Vilelas-Don Orione (Derby portuario)
- Puerto Tirol: Independiente de Tirol-Juventud de Tirol (Derby de Puerto Tirol)
- Villa Ángela: Alvear-Unión Progresista (Derby de Villa Ángela)
- Presidencia Roque Sáenz Peña: Aprendices Chaqueños-Sportivo de Presidencia Roque Sáenz Peña (Derby saenzpeñense)
- Concepción del Bermejo: Banfield de Concepción del Bermejo-Central Norte de Concepción del Bermejo (Derby de Concepción del Bermejo)

 Provincia del Chubut 
- Puerto Madryn: Guillermo Brown-Madryn (Derby de Puerto Madryn)
- Trelew: Independiente de Trelew-Racing de Trelew (Derby trelewense)
- Comodoro Rivadavia: Huracán de Comodoro Rivadavia-Jorge Newbery de Comodoro Rivadavia (Derby comodorense)

 Provincia di Córdoba (Argentina) 
- Adelia María: Club Atlético Adelia María-Club Deportivo Municipal Adelia Maria
- Adelia María/San Basilio: Club Atlético Adelia María-Club Atlético San Basilio
- Alcira Gigena:  Club Sportivo y Biblioteca Doctor Lautaro Roncedo-Club Atlético Lutgardis Riveros Gigena - Clásico gigenense
- Alejo Ledesma: Club Atlético y Biblioteca Sarmiento-Club Atlético Los Andes (Derby ledesmense)
- Alicia: Club Atlético y Filodramático Alicia-Fortín Sport Club (Derby aliceño)
- Almafuerte: Club Atlético Almafuerte-Club Sportivo Belgrano (Derby almafuertense)
- Arias: Arias Football Club-Belgrano Juniors Club Atlético y Biblioteca Popular (Derby ariense)
- Arroyito: Club Deportivo y Cultural Arroyito-Club Sportivo 24 de Septiembre
- Arroyo Cabral: Sport Club Colón-Club Atlético y Biblioteca Rivadavia (Derby cabralense)
- Bell Ville: Club Atlético Argentino-Club Atlético y Biblioteca Bell
- Bell Ville: Club Atletico Central-Club Atlético y Biblioteca River Plate
- Brinkmann: Club Centro Social Brinkmann-Club Atlético y Cultural San Jorge (Derby brinkmanense)
- Camilo Aldao: Asociación Mutual Defensores Boca Juniors S.C.D.-Juventud Unida Mutual Social y Deportiva
- Córdoba: Belgrano-Talleres (Derby cordobano)
- Córdoba: Instituto-Racing de Córdoba
- Córdoba: Las Flores-San Lorenzo de Córdoba
- Córdoba: Avellaneda-Escuela Presidente Roca
- Córdoba: Club Atlético Las Palmas-Universitario de Córdoba
- Córdoba: Argentino Peñarol-Huracán de Córdoba
- Canals: Club Atlético Canalense-Club Atlético Libertad
- Corral de Bustos: Club Atlético Social Corralense-Corral de Bustos Sporting Club
- General Cabrera: Club Sportivo Belgrano-Asociación Independiente Dolores
- General Levalle: Club Atletico Estudiantes-Deportivo Club Independencia (Derby levallense)
- Hernando: Club Atlético Estudiantes-Club Atlético Independiente (Derby hernandense)
- La Carlota: Club Atlético y Biblioteca Central Argentino-Asociación Española Jorge R. Ross
- La Palestina/Ticino: Club Atlético y Biblioteca Popular Ricardo Gutiérrez-Club Atlético Ticino
- Las Varillas: Club Almafuerte-Club Atlético Huracán (Derby varillense)
- Leones: Club Deportivo Atlético Social y Biblioteca Leones-Club Atlético Aeronáutico Mutual y Biblioteca Sarmiento
- Leones/Marcos Juárez: Club Atlético Biblioteca y Mutual Argentino-Club Atlético Aeronáutico Mutual y Biblioteca Sarmiento
- Morrison: Club Sportivo Huracán-Club Unión
- Morteros: Asociación Deportiva 9 de Julio-Club Tiro Federal y Deportivo Morteros (Derby morterense)
- Monte Buey: Club Matienzo Mutual, Social y Deportivo-Club Atlético San Martín
- Noetinger: Club Atlético Mutual y Biblioteca Progreso-Asociación Mutual San Carlos Deportivo y Biblioteca
- Río Cuarto: Club Sportivo y Biblioteca Atenas-Asociación Atlética Estudiantes (Derby riocuartense)
- Sampacho: Club Recreativo Confraternidad-Club Atlético Sampacho
- Santa Rosa de Río Primero: Asociación Mutual Club Ateneo Juvenil Acción-Mutual Club Atlético Santa Rosa
- Ucacha: Club Jorge Newbery M.S.D.-Club Atlético Atenas (Derby ucachense)
- Vicuña Mackenna: Club Atlético Belgrano-Club Atlético San Martín
- Villa Carlos Paz: Club Atlético Carlos Paz-Club Atlético Independiente
- Villa María/Villa Nueva: Club Atletico Alumni-Foot Ball Club y Biblioteca Leandro N. Alem

 Provincia di Corrientes 
- Corrientes: Corrientes-Libertad de Corrientes
- Esquina: Esquina-Esquinense (Derby esquinense)
- Curuzú Cuatiá: General Belgrano-Huracán de Curuzú Cuatiá
- Curuzú Cuatiá: Barracas de Curuzú Cuatiá-Victoria
- Paso de los Libres: Barraca-Guaraní de Paso de los Libres

 Provincia di Entre Ríos 
- Paraná: Belgrano de Paraná-Paraná
- Paraná: Peñarol de Paraná-Sportivo Urquiza
- Paraná: Instituto de Paraná-Universitario Paraná
- Concepción del Uruguay: Atlético Uruguay-Gimnasia y Esgrima de Concepción del Uruguay (Derby uruguayense)
- Concepción del Uruguay: Almagro de Concepción del Uruguay-Parque Sur
- Gualeguaychú: Central Entrerriano-Juventud Unida (Derby de Gualeguaychú)
- Gualeguaychú: Pueblo Nuevo-Unión del Suburbio
- Gualeguaychú: Defensores del Oeste-Sarmiento de Gualeguaychú
- Gualeguaychú: La Vencedora-Sporting de Gualeguaychú
- Viale: Arsenal de Viale-Viale (Derby vialense)
- Crespo: Cultural de Crespo-Sarmiento de Crespo (Derby crespense)
- Seguí: Cañadita Central-Seguí (Derby seguiense)
- Villa Hernandarias: Hernandarias-Independiente de Villa Hernandarias (Derby de Villa Hernandarias)
- Hasenkamp: Hasenkamp-Juventud Sarmiento (Derby hasenkampense)
- Urdinarrain: Juventud Urdinarrain-Urdinarrain (Derby de Urdinarrain)
- Colón: Defensores de Colón-Sauce
- Colón: Campito-Ñapindá

 Provincia di Formosa 
- Formosa: Chacra Ocho-Sol de América de Formosa (Derby formoseño)
- Formosa: Fontana-Sportivo Patria

 Provincia di Jujuy 
- San Salvador de Jujuy/Libertador General San Martín: Gimnasia y Egrima de Jujuy-Atletico Ledesma (Derby jujeño)
- San Salvador de Jujuy: Cuyaya-General Lavalle
- San Salvador de Jujuy: El Chañi-El Cruce
- San Pedro: San Pedro-Tiro y Gimnasia (Derby sanpedreño)
- Calilegua: Mitre de Calilegua-Unión Calilegua
- Libertador General San Martín: Ingeniero Herminio Arrieta-San Francisco Bancario
- Monterrico: Defensores de Monterrico-Monterrico San Vicente (Derby de Monterrico)
- El Carmen: El Carmen-Rivadavia de El Carmen
- La Quiaca: Argentino de La Quiaca-Libertad de La Quiaca

 Provincia di La Rioja 
- La Rioja: Andino-Defensores de La Boca
- La Rioja: Américo Tesoreri-Rioja Juniors
- La Rioja: Independiente de La Rioja-Riojano
- Chilecito: Defensores de La Plata-Estrella Roja

 Provincia di La Pampa 
- Santa Rosa: All Boys de Santa Rosa-Club Atlético Santa Rosa (Derby santarroceño)
- Victorica: Club Social y Deportivo Cochicó-Deportivo Telén (Derby de l'oeste)
- Jacinto Aráuz: Independiente de Jacinto Aráuz-Villa Mengelle (Derby de Jacinto Aráuz)
- Guatraché: Huracán de Guatraché-Pampero (Derby guatrachense)

 Provincia di Mendoza 
- Mendoza: Gimnasia y Esgrima-Independiente Rivadavia (Derby mendozano)
- Godoy Cruz: Andes Talleres-Godoy Cruz Antonio Tomba (Derby godoycruceño)
- Palmira/San Martín: Palmira-San Martín de Mendoza
- Las Heras: Algarrobal-Huracán Las Heras (Derby lasheriño)
- Guaymallén: Argentino de Mendoza-Guaymallén
- General Gutiérrez/Maipú: Gutiérrez-Maipú
- Fray Luis Beltrán/Rodeo del Medio: Fray Luis Beltrán-Rodeo del Medio
- San Rafael: Huracán de San Rafael-Pedal
- San Rafael: El Porvenir de San Rafael-Quiroga
- San Rafael: Constitución-San Luis de San Rafael
- La Consulta: El Fortín de La Consulta-La Consulta
- Colonia Las Rosas/Los Sauces: Fernández Álvarez-Independiente Las Rosas

 Provincia di Misiones 
- Posadas: Bartolomé Mitre de Posadas-Guaraní Antonio Franco (Derby posadeño)
- Posadas: Jorge Gibson Brown-Posadas
- Oberá: Oberá-Olimpia de Oberá (Derby obereño)
- Puerto Iguazú: Tacuarí-Villa Nueva
- Puerto Iguazú: Central Iguazú-Galaxia
- Jardín América: El Timbó-Jardín América (Derby jardinense)
- Santo Pipó: Santo Pipó Sporting-Tigre de Santo Pipó (Derby piposeño)
- Garuhapé: Garuhapé-Mandiyú de Garuhapé (Derby de Garuhapé)

 Provincia di Neuquén 
- Neuquén: Independiente de Neuquén-Pacífico de Neuquén
- Neuquén: Maronese-San Lorenzo de Neuquén
- Zapala: Barrio Don Bosco-Unión de Don Bosco (Derby zapaliano)

 Provincia di Río Negro 
- Cipolletti: Cipolletti-San Martín de Cipolletti
- Cipolletti: Pillmatún-San Pablo de Cipolletti
- Villa Regina: Italiano de Villa Regina-Regina (Derby reginense)
- San Carlos de Bariloche: Estudiantes Unidos-Independiente de Bariloche (Derby barilochense)
- Allen: Alto Valle-Unión Alem Progresista (Derby allense)
- General Roca: Argentinos del Norte-General Roca (Derby roquense)

 Provincia di Salta 
- Salta: Juventud Antoniana-Central Norte
- Salta: Mitre de Salta vs. Villa San Antonio

 Provincia di San Juan 
- Santa Lucía/San Juan: Juventud Alianza-San Martín de San Juan
- Rivadavia: Desamparados-Juan Bautista Del Bono
- Rawson/Villa Krause: Trinidad-Unión de Villa Krause

 Provincia di San Luis 
- San Luis: Estudiantes de San Luis vs. Juventud Unida Universitario (Derby puntano)

 Provincia di Santa Cruz 
- Puerto Deseado: Deseado Juniors-Ferrocarriles del Estado (Derby deseadense)
- Puerto San Julián: Independiente de Puerto San Julián-Racing de Puerto San Julián (Derby de Puerto San Julián)

 Provincia di Santa Fe 
- Rosario: Newell's Old Boys-Rosario Central (Derby rosariano)
- Rosario: Argentino de Rosario-Central Córdoba
- Santa Fe: Colón-Unión (Derby de Santa Fe)
- Rafaela: Atlético de Rafaela-Nueve de Julio (Derby rafaeliano)
- Rafaela: Argentino Quilmes-Peñarol de Rafaela
- Santo Tomé: Atenas de Santo Tomé-Independiente de Santo Tomé (Derby santotomesino)
- Sunchales: Libertad de Sunchales-Unión de Sunchales (Derby sunchaliano)
- San Justo: Colón de San Justo-Sanjustino (Derby sanjustino)
- Empalme Villa Constitución: Empalme-Empalme Central (Derby empalmense)
- Fighiera: Figherense-Central Argentino de Fighiera
- Arroyo Seco: Arroyo Seco-Unión de Arroyo Seco (Derby arroyense)
- Firmat: Argentino de Firmat-Firmat (Derby firmatense)
- Casilda: Alumni de Casilda-Aprendices Casildenses
- Chabás: Chabás-Huracán de Chabás (Derby chabasense)
- Carcarañá: Campaña-Carcarañá (Derby carcarañense)
- Las Parejas: Argentino de Las Parejas-Sportivo (Derby parejense)
- Reconquista: Adelante-Platense Porvenir
- Reconquista: Nueva Chicago de Reconquista-Racing de Reconquista
- San Vicente: Brown-Bochazo (Derby sanvicentino)
- Totoras: Totoras Juniors-Unión Fútbol Club (Derby totorense)
- María Juana: María Juana-Talleres de María Juana (Derby mariajuanense)
- Humboldt: Juventud Unida de Humboldt-Sarmiento de Humboldt (Derby de Humboldt)
- San Carlos Centro: Argentino de San Carlos Centro-Central San Carlos (Derby sancarlino)
- Felicia: Felicia-Juventud Unida de Felicia
- Esperanza: Juventud de Esperanza vs. Sportivo del Norte (Derby del barrio norte)

 Provincia di Santiago del Estero 
- Santiago del Estero: Central Córdoba de Santiago del Estero-Mitre (Derby santiagueño)
- Santiago del Estero: Comercio Central Unidos-Estudiantes de Santiago del Estero
- La Banda: Central Argentino de La Banda-Sarmiento de La Banda (Derby bandeño)
- Loreto: Loreto-Unión Obrera (Derby loretano)

 Provincia di Tucumán 
- San Miguel de Tucumán: San Martín-Tucumán (Derby tucumaniano)
- San Miguel de Tucumán: Amalia-Tucumán Central
- Aguilares: Aguilares-Jorge Newbery (Derby de Aguilares)
- Santa Ana: San Lorenzo de Santa Ana-Santa Ana (Derby de Santa Ana)
- Bella Vista/La Encantada: Bella Vista-San Fernando de La Encantada
- Tafí Viejo: Juventud Unida de Tafí Viejo-Talleres de Tafí Viejo (Derby taficeño)